# Friedensdorf (Saksen-Anhalt)
Friedensdorf is een plaats en voormalige gemeente in de Duitse deelstaat Saksen-Anhalt, en maakt deel uit van de Landkreis Saalekreis.

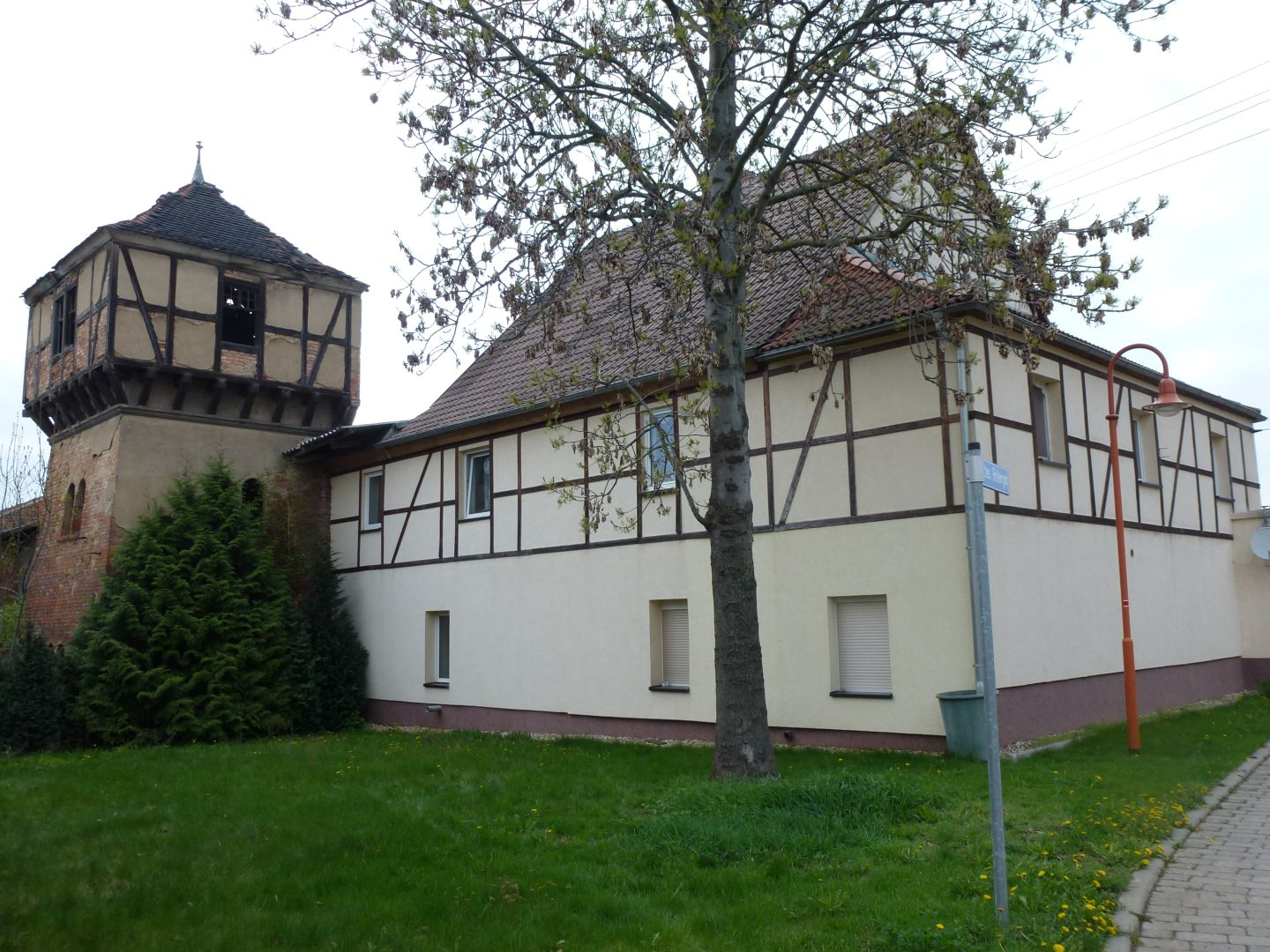
Slot

Friedensdorf telt 319 inwoners.